# 佐藤弘子
佐藤 弘子（さとう ひろこ、1939年6月10日 - ）は、日本の陸上競技の選手である。
1962年アジア競技大会（インドネシア・ジャカルタ）で女子やり投に出場し、金メダルを獲得した。
1964年東京オリンピックで女子やり投に出場した。

## 参照資料
1. ↑  “Asian Games”.   gbrathletics. 2024年2月29日閲覧。
2. ↑  “Hiroko Sato Olympic Results”.  Sports Reference LLC. 2020年4月17日時点のオリジナルよりアーカイブ。2018年1月18日閲覧。